# Acinaria
Acinaria, rod parožina iz porodice Characeae sa statusom nom. illeg., odnosno po drugom izvoru nom. dub. Od četiri vrste tri su vrste priznate.

## Vrste
1. Acinaria coccifera Rafinesque priznata
2. Acinaria flexuosa Rafinesque nije verificirano
3. Acinaria latifolia Rafinesque priznata
4. Acinaria salicifolia Rafinesque priznata